# 阿米尔·加利卜
阿米尔·加利卜（英語：Amer Ghalib，1970年代—）是美国民主党籍政治人物，自2021年11月3日起担任密歇根州哈姆特拉姆克市长。他是第一位担任哈姆特拉姆克市长的阿拉伯裔美国人及穆斯林。他是一名社会保守主义人士，在2024年美國總統選舉中支持唐纳德·特朗普。
在担任市长期间，加利卜实施了禁止悬挂骄傲旗和避免市政府投资以色列公司的政策。

## 早年生活和职业生涯
加利卜出生于也门，于1997年移民到美国。加利卜在哈姆特拉姆克高中就读时，兼职在一家生产汽车塑料部件的工厂工作。他先是在亨利·福特社区学院学习生物学，之后进入韦恩州立大学就读，并于此获得生物学学位。随后他进入多米尼加罗斯大学医学院学习，但未获得学位便辍学，转而成为哈姆特拉姆克一家医疗机构的医护人员。他育有三子。

## 哈姆特拉姆克市长
在2021年哈姆特拉姆克市长选举中，加利卜以68%的得票率击败了现任市长卡伦·马耶夫斯基。他是第一位担任该职位的阿拉伯裔及穆斯林，据《底特律自由报》的说法，他是该市一百年来第一位非波兰裔市长。作为一名民主党成员，他与被认为是美国首个全穆斯林市议会成员的人一起工作。2023年6月，市议会禁止在公共旗杆上悬挂骄傲旗，加利卜表示他“打算为城市财产带来中立，不宣扬性、种族主义、宗教或政治。”2023年9月12日，他会见了美国前国家安全顾问迈克尔·弗林。 2024年6月，加利卜和市议会一致通过了一项决议，要求该市避免投资以色列的公司或支持以色列种族隔离政策的公司。

### 2024年选举
在2024年密歇根州民主党总统初选期间，加利卜支持“不承诺运动”，并建议选民投票给“不承诺”选项而非乔·拜登。加利卜于2024年9月在弗林特市政厅与唐纳德·特朗普会面后，支持他参加2024年美国总统大选，他们在会上讨论了影响阿拉伯裔和美国穆斯林的问题。《纽约时报》记者库尔特·斯特里特报道称，作为一名社会保守主义者，加利卜发现与“积极追求他”的共和党人有更多共同之处。加利卜在背书中承认他们在关键问题上存在分歧，但他相信特朗普会结束以色列与哈马斯的战争。特朗普在Truth Social上转发了加利卜的背书，而加利卜则参与了特朗普的部分竞选集会。